# Titularbistum Cephas
Cephas (ital.: Cefa) ist ein Titularbistum der römisch-katholischen Kirche.
Es geht zurück auf einen untergegangenen Bischofssitz in der gleichnamigen antiken Stadt, die in der römischen Provinz Mesopotamia lag. Der Bischofssitz war der Kirchenprovinz Amida zugeordnet.
| Titularbischöfe von Cephas |                                |                                                    |                  |               |
| Nr.                        | Name                           | Amt                                                | von              | bis           |
| 1                          | Jules Georges Kandela          | Weihbischof in der Erzeparchie Mosul (Irak)        | 12. Mai 1951     | 7. März 1952  |
| 2                          | Miguel Antonio Medina y Medina | Weihbischof in Cali, Medellín (Kolumbien)          | 16. Juli 1952    | 23. März 1964 |
| 3                          | Kuriakose Kunnacherry          | Koadjutorbischof der Erzeparchie Kottayam (Indien) | 9. Dezember 1967 | 5. Mai 1974   |